# Майк Маккріді
Майкл Девід МакКріді (англ. Michael David "Mike" McCready, нар. 5 квітня 1966) — американський музикант, який виступає як ведучий гітарист американської рок-групи Pearl Jam. Разом з Джефом Аментом, Стоуном Ґоссардом і Едді Веддером, він є одним з засновників групи Pearl Jam.

## Дитинство
Майк Маккріді народився в місті Пенсакола, штат Флорида, але його сім'я переїхала в Сан-Дієго, незабаром після його народження. Коли він був дитиною, його батьки слухали The Jimi Hendrix Experience та Santana, в той час, як його друзі слухали Kiss та Aerosmith. У віці 11 років Маккріді купив свою першу гітару і намагався наслідувати Джина Сіммонса з Kiss.
У восьмому класі Майк Маккріді організував свій перший гурт під назвою Warrior, разом із друзями з місцевої школи. Гурт швидко став популярним серед однолітків, однак через деякий час вони змінили назву на Shadow, що більше відповідало їхньому звучанню та стилю. Цей період став для Маккріді першими серйозними кроками на шляху до музичної кар'єри.
Після закінчення школи Маккріді почав працювати в ресторані, де він познайомився з Пітом Дроге, музикантом, з яким пізніше підтримував дружні стосунки. Зустріч з Дроге мала вплив на подальший музичний розвиток Маккріді, надихаючи його продовжувати творчий шлях у непрості перші роки після школи.
У 1988 році повернувся в тінь Сіетлі й розділилися незабаром після цього. Через деякий час Майк втратив інтерес до гри на гітарі, заявивши, що він «був дуже пригнічений». Згодом він вступив до місцевого коледжу, і проводив ночі, працюючи у відеомагазині.
Після концерту Стіві Рей Вон, Майк відчув сильне натхнення і вирішив знову взяти до рук гітару після деякої перерви. Вплив майстерності і пристрасті Вона до музики спонукав його повернутися до гри з новою енергією.
Поступово відновлюючи навички гри, Маккріді приєднався до гурту Love Chile, де він почав удосконалювати свій стиль та експериментувати з різними жанрами.
Його другом дитинства був Стоун Ґоссард, який на той час створив новий гурт і не забув про талановитого Маккріді. Він запросив Майка приєднатися до новоствореного колективу, що стало початком великого музичного шляху для обох музикантів.

## Pearl Jam
Pearl Jam був заснований у 1990 році Аментом, Ґоссардом та Макріді. У 1991 році був випущений альбом «Ten», який з часом став одним з найпопулярніших альбомів альтернативної музики 1990-х років. Після релізу, раптово, група стала дуже популярною.
Маккріді часто виконував соло, і додав нотки блюзу до музики. Сингл «Jeremy» отримав премії Ґреммі за найкращу рок-пісню і найкращий хард-рок виступ у 1993 році. «Pearl Jam» отримав чотири нагороди в 1993 році на церемонії вручення нагород MTV Video Music за відео на пісню «Jeremy», а також за відео року і найкраще групове відео. «Ten» зайняв 207 місце у списку журналу Rolling Stone про 500 найбільших альбомів усіх часів, а і сингл «Jeremy» посів 11 місце у списку VH1 про 100 найкращих пісень 90-х років.
У 1994 випустила свій третій студійний альбом, «Vitalogy», який став третім альбомом групи, який отримав мультиплатиновий статус. «Vitalogy» отримав Ґреммі за Альбом Року і Найкращий рок-альбом в 1996 році. Vitalogy зайняв номер 492 у списку журналу Rolling Stone про 500 найбільших альбомів усіх часів. Перший сингл «Spin the Black Circle» виграв премію Ґреммі в 1996 році як найкращий хард-рок виступ.
У 2000 році група випустила свій шостий студійний альбом, «Binaural». У 2000 і 2001 рр. група випустила сімдесят-два таких концертних альбомів, а також встановити рекорд за кількістю альбомів, щоб дебютувати в чарті Billboard 200.
Пісня «Grievance» (з альбому Binaural) отримала премію Ґреммі як найкращий хард-рок виступ.
У 2002 році група випустила свій сьомий студійний альбом «Riot Act».
У 2006 році група випустила восьмий студійний альбом, з однойменною назвою «Pearl Jam».
У 2009 році група випустила свій дев'ятий студійний альбом «Backspacer».

## Особисте життя
Майкл Девід Маккріді і його дружина Ешлі О'Коннор є батьками двох дітей. Пара нині проживає в Сіетлі, штат Вашингтон.